# Jermaine Kokoú Kothé
Jermaine Kokoú Kothé (* 2005 in Kassel) ist ein deutsches Model. Er wurde 2024 erster männlicher Sieger der Castingshow Germany’s Next Topmodel.

## Leben
Jermaine Kokoú Kothé wuchs im hessischen Melsungen auf und lebt in Berlin. Sein Vater kommt aus Togo. Nach dem Abschluss der Gesamtschule in Melsungen absolvierte er eine Ausbildung zum Kaufmann für Büromanagement bei Lidl. Als Jugendlicher nahm er an Leichtathletik-Wettkämpfen teil. Seit 2022 arbeitet Kothé als Content Creator.

## Karriere
Kothé nahm an der ab Februar 2024 ausgestrahlten 19. Staffel der Castingsendung teil. In dieser Staffel durften zum ersten Mal Männer teilnehmen. Während seiner Teilnahme modelte er für eine Kampagnen von Kilian Kerner und NYX Professional Makeup, einen Werbespot für Deichmann und war im Musikvideo zu We Will Rave von Kaleen zu sehen. Im Finale konnte er sich gegen Linus Weber und die Zwillingsbrüder Luka und Julian Cidic durchsetzen. Er erschien als erster Mann auf dem Cover der deutschen Harper’s Bazaar und gewann zudem 100.000 Euro.
Anfang Juli 2024 lief Kothé auf der Berlin Fashion Week für Kilian Kerner. Im September 2024 erschien er auf dem Cover des Approved Magazine sowie in einer Parfüm-Kampagne für Rabanne. Im Oktober 2024 war Kothé zusammen mit Lea Oude Engberink bei Wer weiß denn sowas? zu sehen. Im November 2024 war er in einem Werbespot für Ford sowie in einer Fotostrecke im Esquire Magazine für Michael Kors zusehen. Im Dezember 2024 war er Talkshow-Gast bei Deep und deutlich. Anfang Februar 2025 lief Kothé auf der Berlin Fashion Week für Marcel Ostertag und er erschien in einer Kampagne für got2b. Im März 2025 folgte eine Kampagne für Coca-Cola Germany. Im Mai 2025 war Kothé in einem Editorial für die L'Officiel Austria zu sehen.